# Nora Schmid

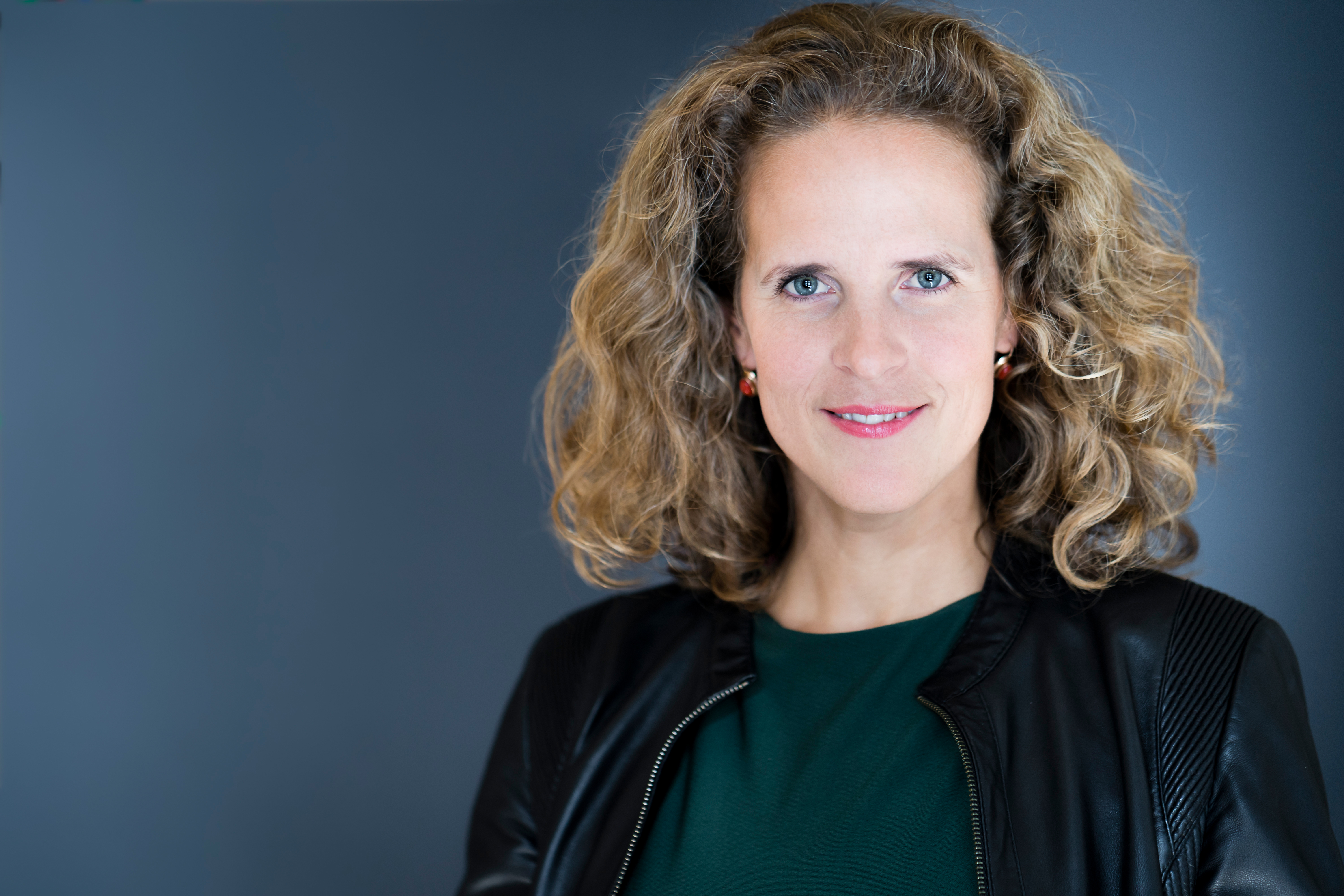
Nora Schmid (2019)

Nora Schmid (* 8. Oktober 1978 in Bern) ist eine Schweizer Dramaturgin und war Intendantin der Oper Graz in Österreich. Seit der Spielzeit 2024/25 ist sie Intendantin der Semperoper Dresden.

## Karriere
Nora Schmid studierte an der Universität Bern, anschliessend in Rom Musikwissenschaft und Betriebswirtschaft. Sie war an der Aufarbeitung des Nachlasses des Musiktheoretikers Ernst Kurth beteiligt. Darüber hinaus absolvierte sie auch eine Gesangsausbildung und sammelte am Stadttheater Bern praktische Erfahrungen. Sie war auch als Assistentin von Anselm Gerhard am Institut für Musikwissenschaft der Universität Bern aktiv.
Bei der basel sinfonietta wirkte Schmid im Orchestermanagement mit, bei der Staatsoper Unter den Linden in Berlin im Marketing. Im Jahre 2005 wurde sie Musiktheaterdramaturgin im Theater Biel-Solothurn unter der Intendanz von Hans J. Ammann. Ab 2007 war sie als Dramaturgin am Theater an der Wien (Intendanz: Roland Geyer), an dem sie mit Regisseuren wie Robert Carsen, Stephen Lawless, Christof Loy, Stefan Ruzowitzky und Dirigenten wie Fabio Luisi und Bertrand de Billy zusammenarbeitete.
Schmid wechselte 2010/2011 als Dramaturgin nach Dresden an die Semperoper und war in dieser Funktion Mitglied des Direktoriums. Im Mai 2012 wurde sie zur Chefdramaturgin und Persönlichen Referentin der Intendantin Ulrike Hessler ernannt und gehörte ab deren Tod im Juli 2012 zur geschäftsführenden Interimsintendanz der Semperoper Dresden. Von 2015 bis 2023 war sie Intendantin der Grazer Oper. Ihr Vertrag lief bis in die Saison 2022/23. Im Jahre 2018 wurde Schmid in das Board of Directors von Opera Europe gewählt.
Schmid ist seit der Spielzeit 2024/25 Intendantin der Semperoper Dresden. Als Intendant der Grazer Oper folgte ihr mit Beginn der Saison 2023/24 Ulrich Lenz nach.
Schmid hat einen Sohn.

## Auszeichnungen
- Österreichisches Ehrenkreuz für Wissenschaft und Kunst I. Klasse (2023)[9]